# Viện Đại học Hòa Hảo
Viện Đại học Hòa Hảo là viện đại học tư thục ở Long Xuyên, An Giang, hoạt động từ năm 1970 đến năm 1975 dưới chính thể Việt Nam Cộng hòa. Viện đại học này do Giáo hội Phật giáo Hòa Hảo điều hành. Viện chính thức thành lập năm 1971 qua Nghị định số 1674-GD/KHPC/NĐ của chính quyền Việt Nam Cộng Hòa nhưng đã khai giảng khóa đầu tiên từ 1970 sau khi được chấp thuận từ tổng thống Việt Nam Cộng hòa nhân dịp đi dự lễ khánh thành trụ sở Trung ương Giáo hội Phật giáo Hòa Hảo vào tháng 4 năm 1970. Năm 1975, dưới chính quyền mới, Viện Đại học Hòa Hảo bị giải thể, một số trường thành viên trở thành cơ sở giáo dục mới, trong đó có Trường Đại học An Giang hiện nay.

## Tổ chức
Đứng đầu Viện Đại học Hòa Hảo là viện trưởng, giúp việc cho viện trưởng có phó viện trưởng và phụ tá viện trưởng. Tổng thư ký viện đại học chịu trách nhiệm trên các mặt học vụ, hành chánh, sinh viên vụ, văn phòng liên lạc sinh viên,...

## Các trường thành viên
Là một viện đại học tư thục, nằm trong xu hướng chung trong việc tổ chức viện đại học, mô hình tổ chức các phân khoa của Viện có nhiều nét tương đồng với các viện đại học lớn ở miền Nam thời gian này:
- Trường Văn khoa và Sư phạm: sau 1975 trở thành Trường Cao đẳng Sư phạm An Giang, nay là Trường Đại học An Giang trực thuộc Đại học Quốc gia Thành phố Hồ Chí Minh.
- Trường Khoa học Quản trị và Bang giao Quốc tế
- Trường Thương mại Ngân hàng
- Trường Bách khoa Nông nghiệp: là trường được thiết lập muộn nhất, bắt đầu giảng dạy từ niên khóa 1973–1974 sau Nghị định số 615-GD/KHPC/HV/NĐ, ngày 10-3-1973 của Tổng trưởng Giáo dục với mục đích: đào tạo những chuyên viên về Nông Lâm Ngư Mục để có thể góp phần trong sự phát triển vùng Châu thổ sông Cửu Long